# Ityocephala francoisi
Ityocephala francoisi är en insektsart som beskrevs av Bolívar, I. 1903. Ityocephala francoisi ingår i släktet Ityocephala och familjen vårtbitare. Inga underarter finns listade i Catalogue of Life.